# Бочкарі (Тугулимський міський округ)
Бочкарі́ (рос. Бочкари) — присілок у складі Тугулимського міського округу Свердловської області.
Населення — 8 осіб (2010, 21 у 2002).
Національний склад станом на 2002 рік: росіяни — 86 %.